# Lutiše
Lutiše (maďarsky Lótos, do roku 1907 Lutisa) jsou obec na Slovensku v okrese Žilina. Žije v ní 758 obyvatel. První písemná zmínka o vesnici pochází z roku 1662. Vznik obce a její vývoj je úzce spjat s bystrickým regionem. Lutiše spojuje bystrický region s terchovským a varinským prostřednictvím společného dialektu, folklóru a způsobu života. Obec vznikla kopaničářským osídlováním hlavně ze Staré Bystrice. Ve správním území obce leží přírodní rezervace Čierna Lutiša.

## Galerie

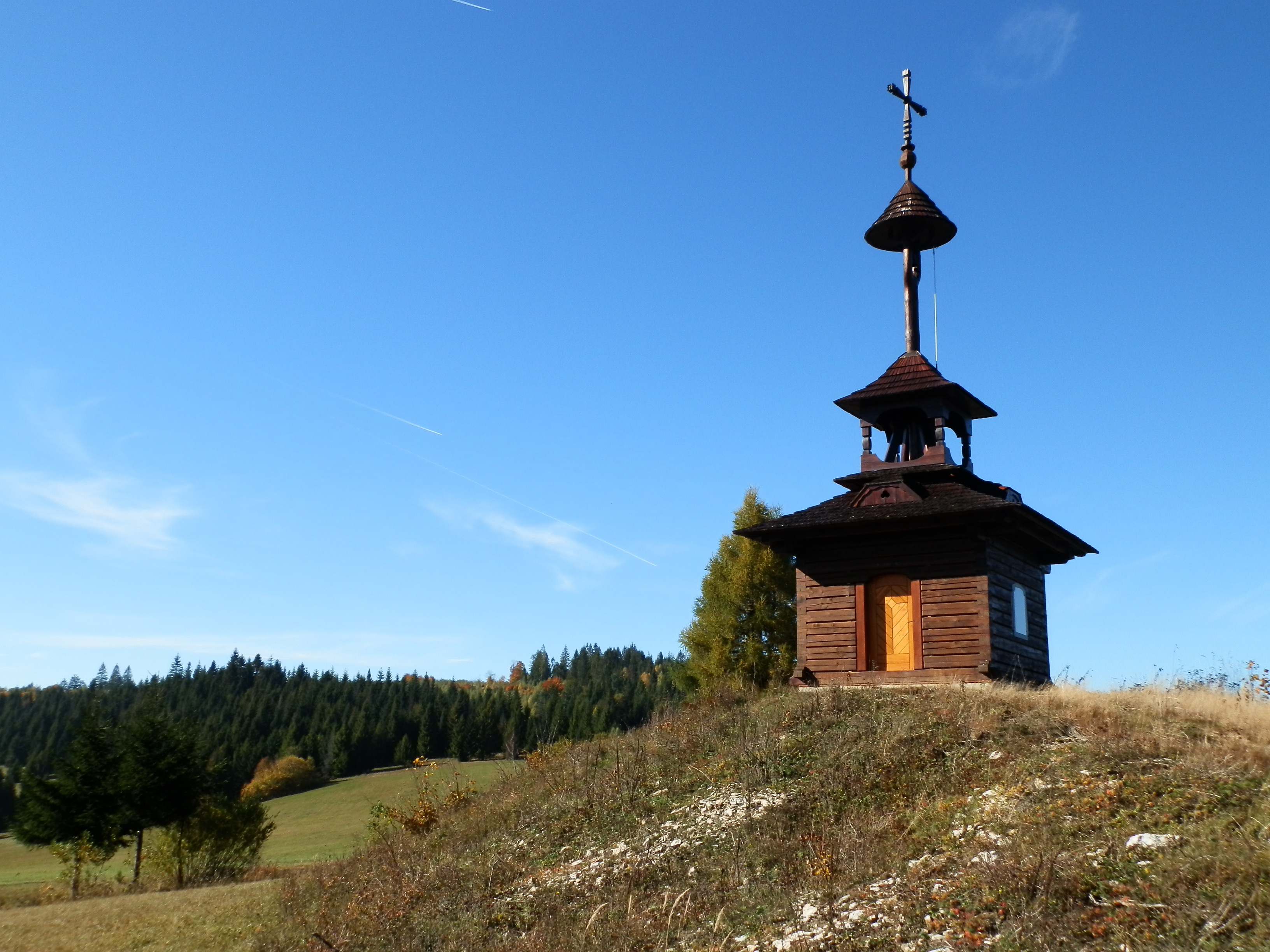
Kaplička nad vesnicí
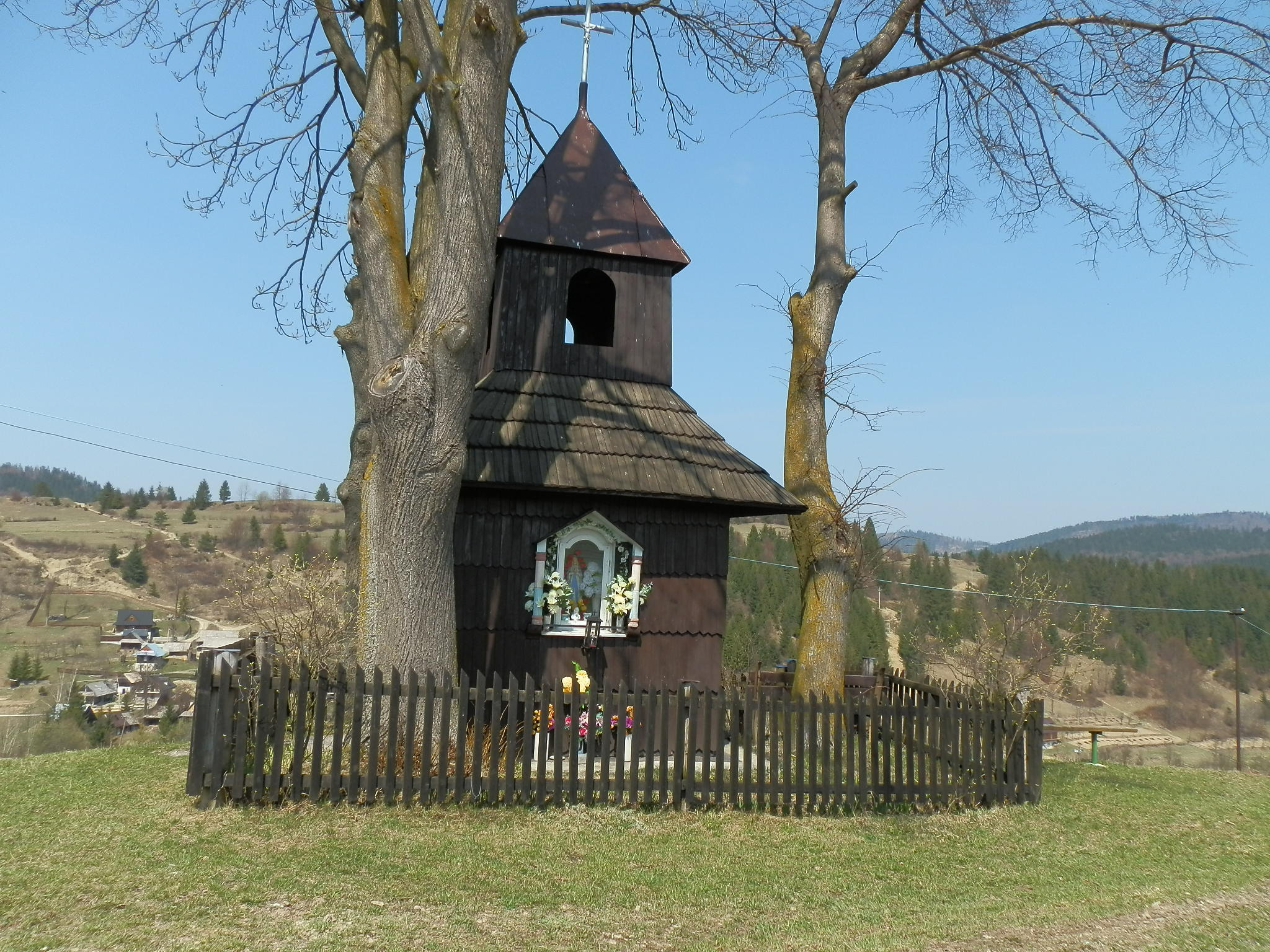
Zvonice